# Flysjön, Västergötland
Flysjön är en sjö i Borås kommun i Västergötland och ingår i Viskans huvudavrinningsområde. Sjön är 8 meter djup, har en yta på 0,022 kvadratkilometer och är belägen 158 meter över havet.